# Motywacja zewnętrzna
Motywacja zewnętrzna (ang. extrinsic motivation) – angażowanie się w daną aktywność dla osiągnięcia konsekwencji zewnętrznych (w odróżnieniu od motywacji wewnętrznej).
Zachowanie jest tutaj tylko instrumentem osiągnięcia czegoś innego.
Przykłady działań motywowanych zewnętrznie:
- chodzenie do dentysty
- uczenie się do egzaminu z przedmiotu, którego się nie lubi
- zatrzymanie pojazdu na znak policjanta

Istnieją przesłanki do twierdzenia, że gdy człowiek rozumie swoje działanie jako motywowane zewnętrznie, to nie zauważa jednocześnie, że może ono być motywowane wewnętrznie, co prowadzi do utraty przyjemności.
Taki typ motywacji wykorzystuje się np. w leczeniu alkoholików. Motywatorem zewnętrznym może być na przykład wyrok sądu kierujący na leczenie, w trakcie terapii następuje przeformułowanie wartości i poczucie, że warto leczyć się dla siebie.